# Otac Goriot
Otac Goriot ili Čiča Goriot (fr. Le Père Goriot) realistički je roman Honoréa de Balzaca, dio ciklusa romana Ljudska komedija. Smatra se Balzacovim najpoznatijim i najčitanijim romanom te najvećim pojedinačnim dostignućem unutar ciklusa Ljudske komedije. Svrstava se među najveća djela književnog realizma.
Roman prati fabularne linije trojice glavnih junaka koji, svaki za sebe, predstavljaju različite staleže francuskoga društva. S pomoću ovih likova Balzac progovara o društvenim problemima francuskoga društva u dobu Carstva i restauracije. Radnja romana vremenski je smještena u 1819. godinu u Pariz, a većinom se odvija u malograđanskome pansionu gospođe Vauquer.
Kako sam Balzac stvara na raskrsnici romantizma i realizma, tako se i u djelu miješaju obilježja obaju književnih razdoblja. Slijedeći obrazac Ljudske komedije, u romanu se isprepliću životi različitih likova, koji predstavljaju tipove ljudi unutar društvenih slojeva poslijenapoleonske Francuske. U djelu se očituju utjecaji Balzacovih uzora Dantea, Shakespearea i Waltera Scotta, a i samo djelo ubraja se među najveće književne ostvaraje francuske književnosti realizma.

## Pozadina

### Povijesna
Radnja Oca Goriota smještena je u vrijeme tzv. Bourbonske restauracije, točnije 1819. godine, vrijeme nakon Napoleonova teškog poraza kod Waterlooa i propasti Prvoga Francuskog Carstva, poznatog i kao Napoleonovo Carstvo. Povratkom vladarske dinastije Bourbon na francusko prijestolje, dolazi do napetosti između aristokracije koja želi zadržati vlast i spriječiti nove revolucije i građanski neposluh te buržoazije koja se zalaže za jačanje građanstva i njegovog položaja zbog razvijanja i širenja Prve industrijske revolucije. Tijekom doba Carstva i restauracije, ponovno dolazi do bogaćenja višeg staleža na račun srednjeg i nižeg sloja. Prema povijesnim izvorima, za vladavine kralja Luj XVIII., gotovo tri četvrtine Parižana nije zarađivalo 500 – 600 franaka dostatnih za osnovne životne potrebe i preživljavanje. Takozvana ultra-rojalistička struja unutar same vladarske obitelji i dijela aristokracije težila je vraćanju na Stari poredak, odnosno Francusku kao apsolutističku monarhiju prije izbijanja Francuske revolucije.

### Književna
Iako Otac Goriot nije prvi Balzacov roman, prvi je roman kojim je doista bio zadovoljan i na koji je bio ponosan. Napisao ga je u dobi od 35 godina, kada je iza sebe već imao niz popularnih romana objavljenih pod pseudonimima, te nekoliko romana objavljenih pod vlastitim imenom koje će naknadno uvrstiti u cjelinu Ljudske komedije. U pismu svojoj prijateljici i budućoj supruzi, gospođici Hanska, 1. prosinca 1834. piše:
Roman je napisan u četrdeset dana tada tijekom kojih, kako sam Balzac u istom pismu piše, »nije spavao više od osamdeset sati« te da je roman bio »plod njegovog nezaustavljivog nadahnuća«.
Od prosinca 1834. do veljače 1835. izlazio je u nastavcima u časopisu Revue de Paris (Pariškoj reviji), a mjesec dana kasnije pojavio se i u tiskanu izdanju.

## Uzori i utjecaji
Balzac je bio dobar poznavatelj i veliki štovatelj Dantea i njegovoga književnog stvaralaštva. Po uzoru na njegovu Božanstvenu komediju piše svoju Ljudsku komediju, želeći dati potpuni prikaz sveukupnosti francuskoga društva svoga vremena. Poznato je da je znao cijela pjevanja Božanstvene komedije napamet, a Dantea je smatrao najvećim pjesnikom svih vremena.
Utjecaji Danteova predrenesansnog pjesništva, vidljivi su u opisu četvrti u kojoj se smjestio pansion gospođe Vauquer, koji podsjeća na Pakao. Osim Dantea, u oblikovanju lika Vautrina vide se utjecaji Goethea i njegovih Patnji mladog Werthera iz kojih je preuzeo pojam Weltschmerza (svjetske boli) i obilježja romantičnog junaka, koja su se zbog naglašavanja individualnosti kosila s načelima realističke poetike.
U oblikovanju dramske radnje, Balzac kopira Shakespearea, zbog čega je bio optuživan za plagijat nakon što su uočene sličnosti između Goriotovih kćeri Anstasije i Delphine s pohlepnim kćerima Goneril i Regan iz drame Kralj Lear. Utjecaj na Balzacovo stvaranje imao je i pisac povijesnih romana Walter Scott.
Otac Goriot utjecao je na Dostojevskog, glavnog predstavnika ruskog realizma, Flauberta, Prousta i Sartrea, kao i druge, uglavnom francuske književnike realizma.

## Odredba
Radnja romana započinje nakon 1819. godine i odvija se u Parizu, većinom između Latinske četvrti i predgrađa Saint Marceau. Najveći dio radnje odvija se u malograđanskom pansionu gospođe Vauquer i blještavim aristokratskim salonima, a povezuje ih Eugène de Rastignac, siromašni student iz provincije.
U djelu se na više mjesta spominju poznate pariške građevine, među kojima i kazalište Ambigu-Comique, gradski park Bulonjska šuma, Elizejska palača, Elizejske poljane, Francusko kazalište, crkva Vál-de-Grâcea i dr.
Djelo se određuje kao roman u kojem se miješaju elementi epistularnoga, pikarskoga i sentimentalnoga romana:
- realistički roman
- socijalni roman
- roman naravi
- roman karaktera

Sam Balzac u romanu je napisao: »Ovo nije roman, nego drama, mračna i strašna pariška tragedija«. Svaki lik u romanu proživljava vlastitu životnu dramu, dok i sam roman ima složenu dramsku kompoziciju složenu prema zakonima dramske strukture. Temelj svake radnje je dramski sukob nastao kao rezultat dramske napetosti između likova, ali i predstavnika sukobljenih staleža aristokracije i buržoazije.

## Sukobi
Radnju romana, temeljenu na dramskim načelima, pokreću sukobi među likovima. Oni se prema naglašenosti i obuhvatnosti dijele na:
- Vanjski sukobi – česti, uobičajeni sukobi i nesuglasice među suprotstavljenim stranama, najčešće u odnosima stari-mladi, roditelji-djeca, bogati-siromašni i pošteni-nepošteni sa zajedničkim obilježjem klasne borbe između plemstva i građanstva.
- Unutarnji sukobi – naglašeniji i dramatičniji. Pojavljuju se u likovima, između njihovih htijenja, ideala, stavova i okrutne stvarnosti koja ih okružuje i kojoj se, htjeli to oni ili ne, moraju prilagoditi ako žele opstati u kapitalističkom društvu u kojemu je novac pokretač svega. Protivi se i filozofiji materijalizma zastupajući ideje povratka korijenima, povratka prirodi prosvjetiteljskog mislioca J. J. Rousseaua.

Osim sukoba likova i stvarnosti, Balzac svojim djelom u liku Vautrina kritizira društvo kojim vlada dekadencija više klase nauštrb nižih staleža koje muče glad, siromaštvo i bolesti, zbog kojih dolazi do gubitka morala u cjelokupnom društvu. Svojom kritikom predvidio je pojavu potrošačkog društva i vladavinu konzumerizma.

## Fabula
U romanu se razvijaju i međusobno isprepliću tri fabularne linije vezane uz stanovnike pansiona gospođe Vauquer:
- Prva fabula veže se za sudbinu naslovnog junaka opisujući bezgraničnu očinsku ljubav čiče Goriota, koji je sav imetak razdao svojim obožavanim kćerima. Svoje posljednje godine života provodi životareći siromašno i osamljeno u bijednom malograđanskom pansionu, seleći se s kata na kat kako se njegovo bogatstvo smanjuje. U tom pansionu i umire, a kćeri mu i ne dolaze na pogreb, već šalju prazne kočije.
- Druga fabula vezana je za mladoga Rastignaca, sponu između malograđanske sredine pansiona te bogatih salona bankarskog i aristokratskog društva u koje se želi probiti.
- Treća fabularna linija vodi do teme uhićenja tajanstvenog Vautrina, lika koji odigrava ključnu ulogu u kasnijim Balzacovim djelima, a u ovom se romanu prikazuje kao prijatelj i saveznik mladog Rastignaca, kojeg upoznaje s nesmiljenošću društvenog poretka i upućuje na tajne uspjeha unutar njega.

## Tematika
U skladu s tri fabularne osnove romana, roman progovara i o tri teme:
- očinskoj ljubavi prema djeci (Otac Goriot)
- želji mladog čovjeka za uspjehom u životu (Eugéne de Rastignac)
- težnjom čovjeka ogorčena nepravednošću života i društva za postizanjem pravde nasiljem i zločinom.

Uz osnovnu tematiku, roman progovara o brojnim društvenim problemima:
- ratno profiterstvo
- novac kao jedino mjerilo vrijednosti u suvremenom društvu, pokretač svega i smisao života
- nemoral visokog društva, brakovi iz interesa
- preljub i prostitucija
- problem otuđenja (alijencijacije)
- društvena dekadencija
- problemi odgoja i roditeljstva

## Stil
Balzac je pisac koji je stvarao u punom jeku romantizma i po osnovnoj strukturi svojih djela pripada tom razdoblju. Neka od važnijih obilježja romantizma u djelu su zapletene intrige, jednostavno oslikani likovi i karakteri, nesretne ljubavi i karakterizacija Vautrina kao romantičnog junaka.
Istodobno, iscrpnošću opisa svrstava se među predstavnike realizma i smatra tvorcem realističke poetike. Uz društvenu uvjetovanost lika i slikanje društvene sredine svim sredstvima, glavna obilježja realizma u djelu su:
- Sveznajući, objektivni i nepristrani pripovjedač koji o stvarima što ih opisuje govori sa širokim znanjem i poznanstvom likova, njihovih osobina, naravi i navika te događaja.
- Načelo tipičnosti – težnja prikazivanju tipova kao predstavnika određene skupine sličnih odnosa, za razliku od romantičarskog načela individualnosti i jedinstvenosti svakoga lika.[12]
- Načelo istinitosti – utjecaj larpurlatizma odnosno shvaćanja umjetnosti kao oponašanja prirode. Međutim to ne znači puko preslikavanje stvarnosti, već nastojanje da zbivanja u djelu budu vjerodostojna i uvjerljiva, što je Balzac prozvao umjetničkom istinom.[13]
- »Balzacovski opis« – dug, detaljan i realističan, svaki posjeduje 3 vida: vizualni, psihološki i sociološki (društveni).

## Vanjske poveznice
- Otac Goriot na Projektu Gutenberg (engl.)
- Otac Goriot zvučna knjiga na Litterature audio.com (fr.)
- Otac Goriot  Arhivirana inačica izvorne stranice od 5. lipnja 2014. (Wayback Machine) pretisak izvornika (engl.) (fr.)